# Annemarie Mol
Annemarie Mol (Schaesberg, 13 september 1958) is een Nederlandse etnograaf en filosoof. Ze is sinds 2010 hoogleraar antropologie van het lichaam aan de Universiteit van Amsterdam, Faculteit der Maatschappij- en Gedragswetenschappen. 

## Biografie
Annemarie Mol studeerde aan de Universiteit van Utrecht, waar ze onder andere een master haalde in geneeskunde en filosofie. Na haar studie deed ze postdoctoraal onderzoek in antropologie, sociologie en filosofie in Parijs, aan de Universiteit van Maastricht, en aan de Universiteit van Amsterdam. In 1989 haalde ze haar PhD in filosofie aan de Universiteit van Groningen. In 1996 werd ze Socrates Hoogleraar politieke filosofie aan de Universiteit Twente. 
Haar onderzoek richt zich vooral op “het etende lichaam” en ziektes. Qua methodologie is ze geïnspireerd door de actor-netwerktheorie. Voor haar onderzoek kreeg ze in 2009 onder andere een beurs van de Europese Onderzoeksraad. 
Ze heeft samengewerkt met onder anderen John Law.

## Prijzen
- In 2004 ontving ze de Ludwik Fleck Prize voor haar boek The Body Multiple.
- In 2012 won ze de Spinozaprijs van NWO .

## Publicatie
- met Marc Berg (ed.), Differences in medicine : unraveling practices, techniques, and bodies, Durham, NC, Duke University Press, 1998.
- met John Law (ed.), Complexities : social studies of knowledge practices, Durham, NC, Duke University Press, 2002. ISBN 978-0-8223-2831-5
- The Body Multiple: ontology in medical practice, Durham, NC, Duke University Press, 2002. ISBN 0-8223-2902-6
- The Logic of Care: Health and the Problem of Patient Choice, Oxford, Routledge Press, 2008. ISBN 0-415-45343-7
- Eating in Theory: Durham, NC, Duke University Press, 2021. ISBN 978-1-4780-1037-1